# 1923 в Українській РСР

## Події
- 1923 — завершення Голодомору в Українській РСР.
- 9 лютого — повстання політв'язнів з «Холодноярської організації» у Лук'янівській в'язниці з метою визволення[1].
- 7 березня — початок реформи адміністративно-територіального поділу, направлена на скорочення адміністративно-територіальних одиниць і спрощення радянського апарату (повіти були замінені округами) в результаті постанови Всеукраїнського центрального виконавчого комітету.

- 15 березня — в Парижі Рада послів великих держав — Великої Британії, Франції, Італії та Японії — ухвалила рішення про визнання суверенітету Польщі над всією територією, якою вона фактично володіла, в тому числі і над Східною Галичиною. Передумовою для ухвалення такого рішення було вказано визнання Польщею потреби автономії для східної частини Галичини[2][3].
- 15 липня — у Харкові відбулося спеціальне засідання РНК УСРР, присвячене проводам з України Християна Раковського, призначеного повноважним представником СРСР в Англії. Попри гарні слова та різного роду почесні відзнаки, це призначення було лише приводом для зняття Раковського з посади голови уряду УСРР.
- 20 липня — Президія ВУЦВК затвердила постанову Раднаркому УСРР про підготовку до оголошення Харкова столицею Української СРР. І хоча офіційного проголошення Харкова столицею України тоді так і не відбулося, саме з цього часу це місто утвердилося в столичному статусі.
- 1 серпня — почалася перша хвиля радянської українізації, коли Всеукраїнський центральний виконавчий комітет спільно з Раднаркомом ухвалили постанову «Про заходи забезпечення рівноправності мов та про допомогу розвитку української мови»[4][5].
- утворення літературної організації «Гарт» — союзу українських пролетарських письменників на чолі з Василем Елланом-Блакитним, створена з вимогою: творчість українською мовою.

## Особи

### Призначено, звільнено
- червень — зняття Християна Раковського з посади голови уряду Української СРР (працював з січня 1919 року).

### Народились
- 9 січня — Борис Чичибабін — український поет, репресований. (пом. 1994).
- 13 січня — Олена Лук'янова — українська вчена, лікарка, педіатр. (пом. 2014).
- 17 січня — Микола Білуха — український економіст, доктор економічних наук, професор, Заслужений діяч науки і техніки України. (пом. 2015).
- 23 січня — Віктор Шестопалов — український вчений, радіофізик. (пом. 1999).
- 23 березня — Віктор Цвєтков — український вчений, правознавець, академік Національної академії правових наук України. (пом. 2007).
- 31 березня — Михайло Сегай — український вчений, академік Національної академії правових наук України. (пом. 2013).
- 23 квітня — Василь Земляк (Вацлав Сидорович Вацек) — український письменник («Кам'яний брід», «Лебедина зграя», «Зелені млини»), сценарист («Вавилон XX»). (пом. 1977).
- 28 травня — Ростислав Самбук — український письменник. (пом. 1996).
- 3 серпня — Леонід Братченко — український художник театру. (пом. 2003).
- 24 серпня — Віктор Михайлович Глушков — український вчений у галузі кібернетики, математики і обчислювальної техніки, директор Інституту кібернетики АН Української РСР, академік. (пом. 1982).
- 28 серпня — Яким Запаско — український мистецтвознавець. (пом. 2007).
- 2 вересня — Володимир Грипич — український актор, народний артист СРСР. (пом. 2005).
- 8 жовтня — Валентин Циков — український вчений, аграрій. (пом. 2017).
- 13 жовтня — Михайло Сікорський — український історик, почесний директор Національного заповідника «Переяслав», Герой України. (пом. 2011).
- 17 жовтня — Володимир Уткін — український вчений, конструктор, академік. (пом. 2000).
- 21 жовтня — Петро Ключок — український вчений, аграрій, селекціонер. (пом. 2016).
- 15 листопада — Ігор Побірченко — український вчений, правознавець, академік Національної академії правових наук України. (пом. 2012).
- 17 листопада — Володимир Копєйчиков — український вчений, правознавець, академік Національної академії правових наук України. (пом. 2002).
- 5 грудня — Олександр Бугайов — український педагог, учений, засновник концепції шкільної фізичної освіти. (пом. 2009).
- 20 грудня — Дмитро Сьомаш — український вчений, аграрій. (пом. 1998).

### Померли
- 9 лютого — Мефодій Голик-Залізняк — військовий діяч часів УНР, хорунжий Армії УНР, повстанський отаман Холодного Яру. (нар.. 1897).
- 9 лютого — Денис Гупало — військовий діяч часів УНР, Отаман Чорного лісу. (нар. 1898).
- 24 квітня — Олександр Аленич — український фізик, астроном. (нар. 1890).
- 24 травня — Роман Орженцький — український математик, економіст. (нар. 1863).
- 25 листопада — Петро Стебницький — державний, громадський та політичний діяч, учений, письменник, публіцист. (нар. 1862).
- 26 листопада — Володимир Іконников — український історик та педагог. (нар. 1841).
- Сергій Яворський — військовий діяч, учасник антибільшовицького повстанського руху в Україні, учасник боротьби за незалежність України у XX столітті. (нар. 1892).

## Засновані, створені
- утворення літературної організації «Гарт». Ідеолог — Василь Еллан-Блакитний. Ключова статутна вимога — творчість українською мовою.
- заснування Кримськотатарського драматичного театру (нині — Кримськотатарський академічний музично-драматичний театр).
- заснування у Харкові Кабінету науково-судової експертизи (нині — Національний науковий центр «Інститут судових експертиз ім. Засл. проф. М. С. Бокаріуса» Міністерства юстиції України).
- заснування Інституту робітничої медицини (нині — Харківський науково-дослідний інститут гігієни праці та професійних захворювань).
- заснування Мелітопольського державного педагогічного університету імені Богдана Хмельницького.

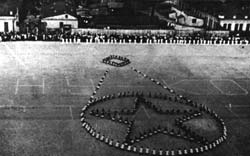
Відкриття Червоного стадіону (нині - Національний спортивний комплекс «Олімпійський») 12 серпня 1923 року

- заснування державного підприємства "Національний спортивний комплекс «Олімпійський».
- заснування у Празі Українського історично-філологічного товариства.
- створення Комуністичної партії Західної України (КПЗУ), яка була розпущена за рішенням Комінтерну у 1938 р. у зв'язку із звинуваченням у проникненні в її ряди фашистської агентури.
- 20 вересня — остаточна ліквідація Наркомату закордонних справ УСРР.
- 7 липня — заходами Українського Громадського Комітету при фінансовій допомозі чехословацького уряду у Празі відкрито Український високий педагогічний інститут ім. М. Драгоманова, дворічну школу учителів для нижчих шкіл і позашкільної освіти. У 1933 році він був ліквідований через брак державного фінансування.

## Пам'ятні дати та ювілеї

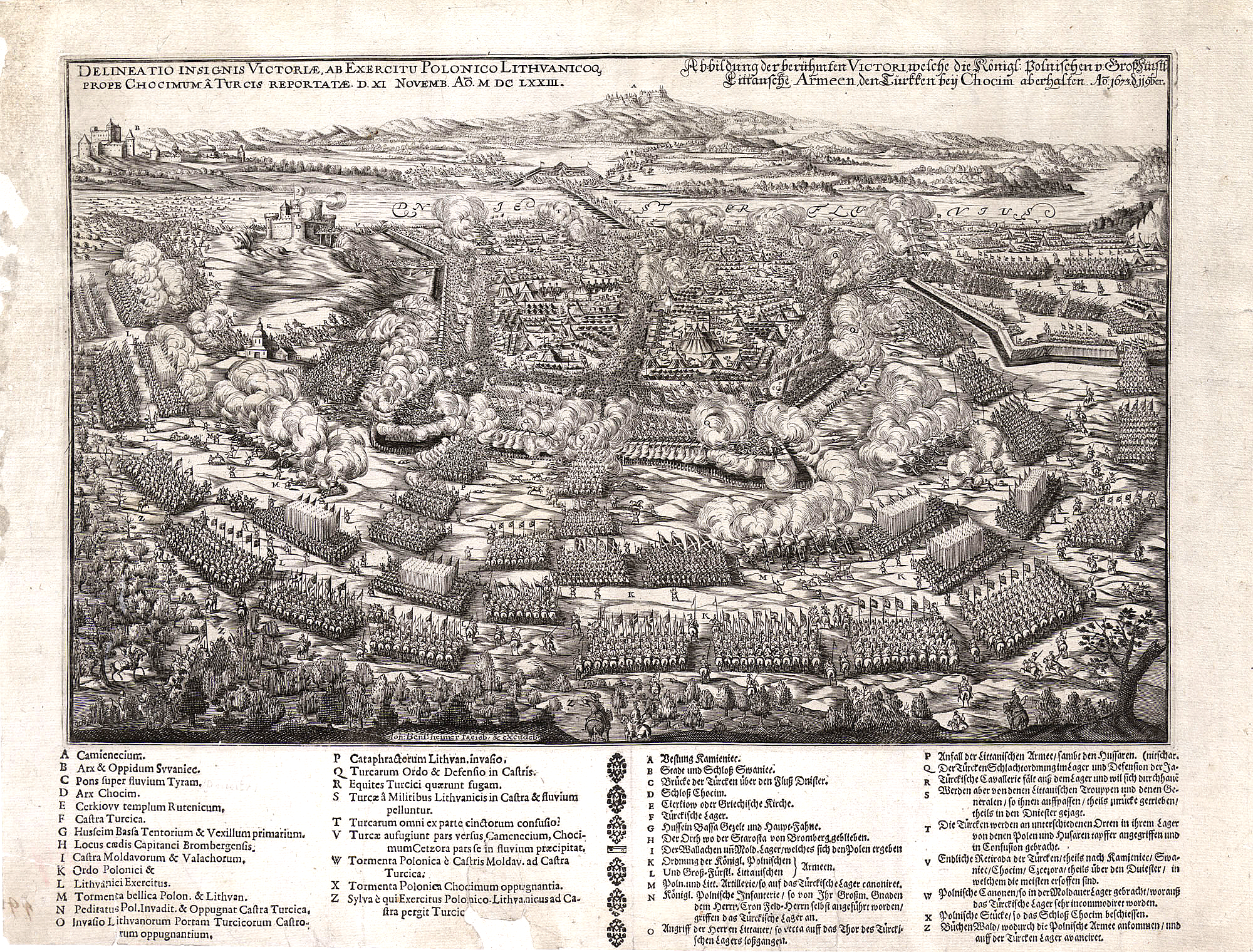
Хотинська битва

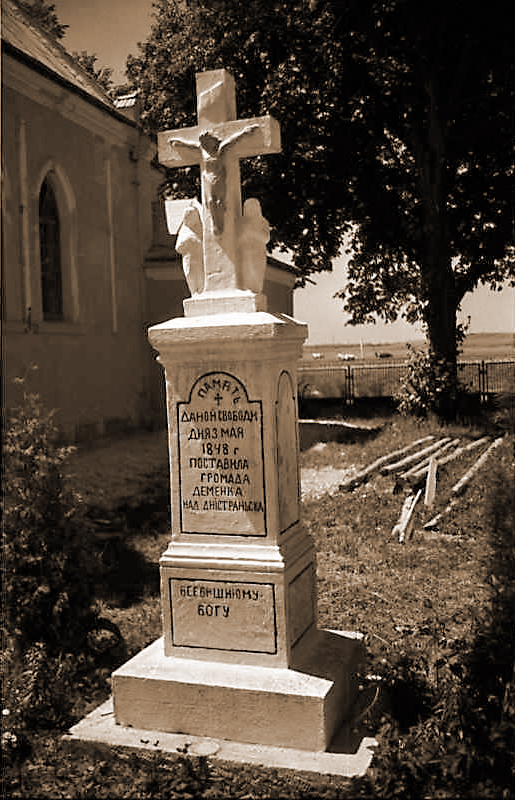
«Хрест Свободи» на честь скасування панщини в Галичині 1848 року

- 1025 років з часу (898 рік):
  - Облоги Києва — нападу кочівників-угорців на чолі з ханом Алмошем на Київ в ході їх кочування на захід і попередній завоюванню батьківщини на Дунаї (з центром в Паннонії)[6].
  - першої писемної згадки про місто Галич[7][8][9] — колишньої столиці Галицько-Волинського князівства, наймогутнішої твердині на південно-західних давньоруських землях, а нині — центру Галицької міської громади Івано-Франківської області.
- 850 років з часу (1073 рік):

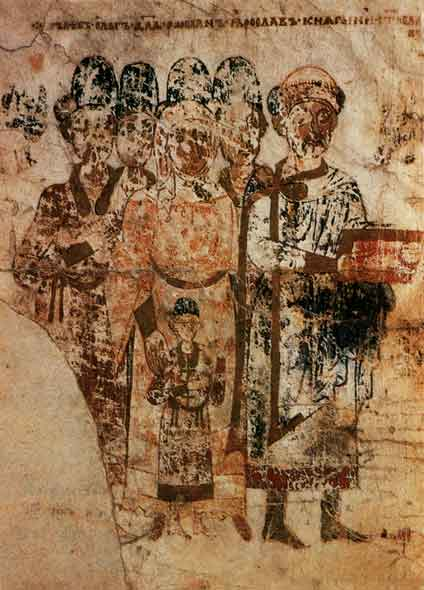
Зображення Святослава Ярославича в «Ізборнику» 1073 року

- - розпаду триумвірату в результаті захоплення великокняжого престолу Святославом Ярославичем (до 1076 року) за допомогою брата Всеволода[10].
  - укладення енциклопедичного збірника Ізборник Святослава[10].
- 750 років з часу (1173 рік):
  - другого походу великого князя володимирського Андрія Боголюбського на Київщину[11] та його розгромлення під Вишгородом українцями під командуванням Мстислава Ростиславича та луцького князя Ярослава Ізяславича, який після перемоги став великим київським князем[12].

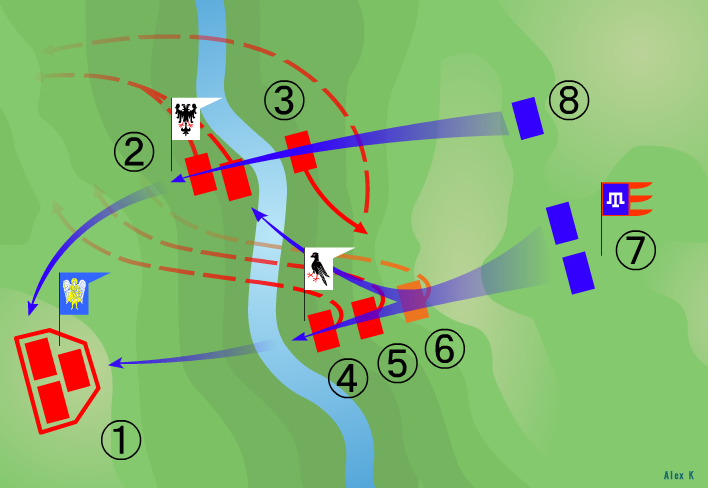
Уявний план битви на Калці за Іпатіївським літописом(31 травня 1223 року):1) Кияни Мстислава Романовича; 2) Чернігівці Мстислава Святославича; 3) Курчани Олега Святославича; 4) Галичани Мстислава Удатного; 5) Волинці Данила Романовича; 6) Половці Яруна; 7) Монголи Субедея і Джебе; 8) Бродники Плоскині.

- 700 років з часу (1223 рік):

- - 31 травня — битви на річці Калка, коли монгольські війська під командуванням полководців Чингізхана Субедея Баатура і Джебе-нойона перемогли спільні війська руських князів, під керівництвом Мстислава Романовича Київського, Мстислава Мстиславича Галицького, Мстислава Святославича Чернігівського та половецького хана Котяна Сутоєвича.[14].
- 600 років з часу (1323 рік):
  - Ліквідації Переяславського князівства.
- 575 років з часу (1348 рік):
  - вторгнення військ польського короля Казимира III на Галичину та Волинь.
- 525 років з часу (1398 рік):
  - проголошення Вітовта самостійним правителем Великого князівства Литовського, Руського та Жемайтійського.
- 475 років з часу (1448 рік):
  - 15 грудня — самовільне відокремлення Російської Православної Церкви від Київської Митрополії Константинопольського Патріархату та проголошення єпископа Рязанського Іони «Митрополитом Київським» самостійно, без дозволу Вселенського Патріархату[15].
- 425 років з часу (1498 рік):
  - князю Костянтину Острозькому вручено гетьманську булаву Великого князівства Литовського[16][17].
- 375 років з часу (1548 рік):
  - першої писемної згадки про місто Рені (в Ізмаїльському районі Одеської області).
- 350 років з часу (1573 рік):
  - походу флотилії Самійла Кішки в Чорне море до гирла Дунаю.
- 325 років з часу (1598 рік):
  - Повстання гетьмана реєстрового козацтва (1598—1599) Федора Полоуса проти польської влади, того ж року морський похід на Кілію, Білгород, Тягиню і Сілістрію.
  - заснування містечка Тростянець (селище міського типу Гайсинського району, Вінницької області).
  - заснування українськими козаками[18] слободи Більської (Стара Біла[19]) на території Острогозького Слобідського полку, шо стало містечком Старобільськом — районний центр у Луганській області.
- 300 років з часу (1623 рік):
  - обрання Михайла Дорошенка гетьманом Запорозького козацтва[8].
  - походу козацької флотилії Оліфера Голуба в Чорне та Азовське моря, розгром османської ескадри під Кафою.
  - морського походу під рукою гетьмана Михайла Дорошенка на Стамбул.

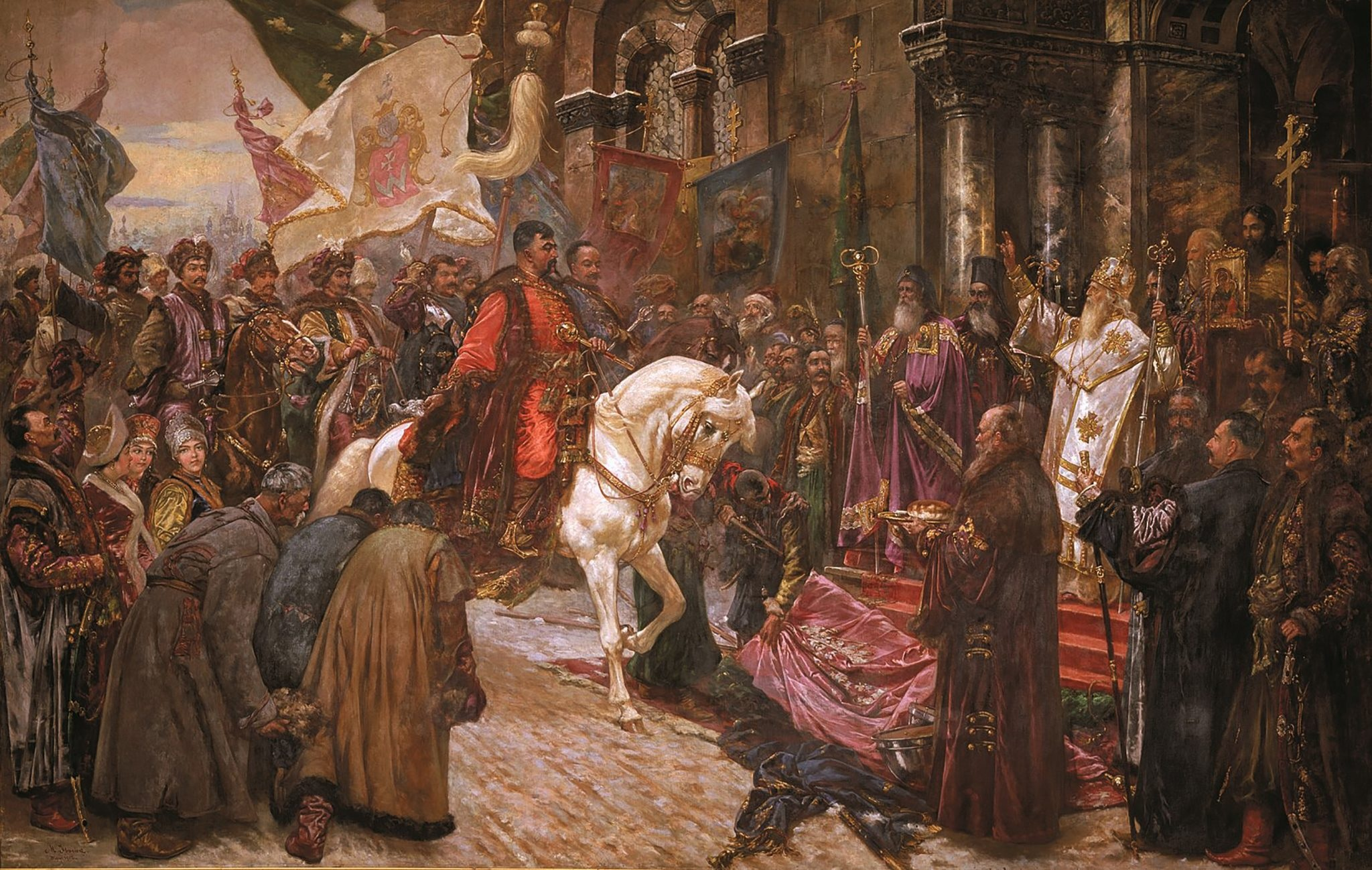
Тріумфальний в'їзд Богдана Хмельницького до Києва у грудні 1648 року

- 275 років з часу (1648 рік):

- - січень — початку повстання козаків на Запорожжі, початку визвольної війни, обрання гетьманом Богдана Хмельницького.
  - березень — укладення Бахчисарайського договору між Гетьманською Україною (гетьманом Богданом Хмельницьким) і Кримським ханством (Кримським ханом Іслямом Ґераєм III) про військово-політичний союз.
  - переможних битв українського козацтва під Жовтими Водами (29 квітня — 16 травня 1648), Корсунем (25 — 26 травня 1648), Пилявцями (21 — 23 вересня 1648)[8].
- 250 років з часу (1673 рік):

- - 11 листопада — Хотинської битви (у ході польсько-турецької війни), в якій об'єднане польське і литовське військо під командуванням коронного великого гетьмана Яна Собеського розбило турецьку армію на чолі з Хусейном-пашею.
  - походів Івана Сірка на Очаків та Ізмаїл[8].
- 200 років з часу (1723 рік):
  - ув'язнення у Петербурзі козацької старшини та обраного нею гетьмана Павла Полуботка.
- 125 років з часу (1798 рік):

- - видання перших трьох частин «Енеїди» Івана Котляревського в Санкт-Петербурзі, без відома автора, під назвою: «Енеида. На малороссійскій языкъ перелиціованная И. Котляревскимъ»[8][20].
- 100 років з часу (1823 рік):
  - утворення «Товариства з'єднаних слов'ян» (Слов'янський союз[21]) — таємна революційна організація, заснована у Новограді-Волинському, що ставила собі за мету знищення Російської імперії та створення федеративного союзу демократичних республік слов'янських народів.
- 75 років з часу (1848 рік):
  - початку революції 1848—1849 років (відомої під назвою «Весна націй» та «Народна Весна») — низки революцій (наймасштабніших у європейській історії хвилі революцій), що сталася в Європі у 1848 році.

- - 2 травня — заснування першої української політичної організації «Головної Руської Ради» (оригінальне написання — Головна Руска Рада[22]) — у Львові під час революції в Австрійській імперії для захисту прав українського населення та створення в межах Австро-Угорщини української самоуправної області з Галичини, Буковини і Закарпаття. Головою був обраний перемишльський єпископ Григорій Яхимович.
  - 15 травня:
    - початку виходу у Львові першої газета українською мовою — «Зоря Галицька» (ориг. Зоря Галицкая, Зоря Галицка) після відповідної ухвали на засіданні Головної Руської Ради 4 травня 1848 року.[23] Фактичний друкований орган Головної Руської Ради.
    - скасування панщини в Австрії (зокрема, у Галичині, на Буковині і Закарпатті), проведене австрійським урядом під час революції 1848 року.

  - 16 липня — заснування у Львові Галицько-руської матиці — культурно-освітнього товариства в Королівстві Галичини та Володимирії[24].
- 25 років з часу (1898 рік):
  - видання першого тому «Історії України — Руси» Михайла Грушевського.

### Установ та організацій
- 350 років з часу (1573 рік):
  - 25 лютого — заснування у Львові у монастирі святого Онуфрія Іваном Федоровим друкарні[8], де наступного року було надруковано перший східнослов'янський «Буквар»[25].
- 50 років з часу (1873 рік):
  - заснування у Львові Наукового товариства імені Шевченка (початкова назва — Літературне товариство імені Шевченка).
  - утворення Історичного товариства Нестора літописця.
- 25 років з часу (1898 рік):
  - відкриття у Києві Київський політехнічний інститут (нині — Національний політехнічний університет).

### Видатних особистостей

#### Народження

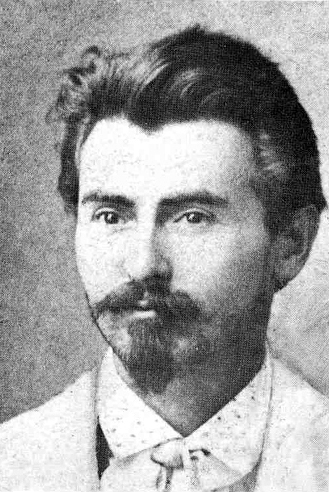
український художник Василь Кричевський

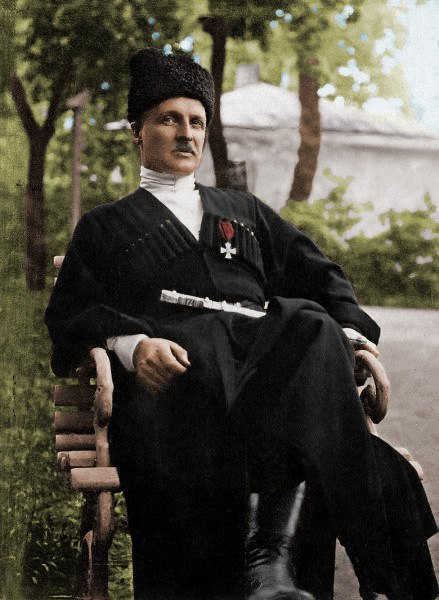
Гетьман Української Держави Павло Скоропадський

- 900 років з часу (1023 рік):
  - народження Анастасії Ярославни, королеви Угорщини (1046—1061 рр.) з династії Рюриковичів, дружини короля Андраша I; наймолодша дочка Ярослава Мудрого та Інгігерди, сестри королеви Франції Анни Ярославни та королеви Норвегії Єлизавети Ярославни (пом 1074).
- 500 років з часу (1423 рік):
  - народження Ма́ртина Ґа́штовта[26][27] / 1505) — київського воєводу, який 1471 року поклав кінець існуванню удільного Київського князівства.
- 400 років з часу (1523 рік):
  - народження Григорія Самборчика (або Григорія з Самбора) — українського (руського) вченого, поета епохи Відродження, гуманіста (пом. 26 лютого 1573).
- 300 років з часу (1623 рік):
  - народження Івана Брюховецького, українського військового, політичного і державного діяча, гетьмана Лівобережної України (1663—1668 рр.). (пом. 17 червня 1668).
  - народження Романа Ракушка-Романовського — державного і церковного діяча другої половини 17 століття. (пом. 1703).
  - народження Іри́ни Сомко — дружини українського гетьмана Якима Сомка. (пом.. бл. 1678).
- 275 років з часу (1648 рік):
  - народження Девлета II Ґерая  — кримського хана у 1699—1702, 1709—1713 рр. з династії Ґераїв. (пом. 1718).
- 250 років з часу (1673 рік):
  - народження Гази III Ґерая  — кримського хана у 1704—1707 рр. з династії Ґераї. (пом 1709).
- 225 років з часу (1698 рік):
  - народження Андрія Барятинського  — князя, генерал-майора, члена Генерального військового суду (1734—1737), члена Правління гетьманського уряду (1735—1737)[28], представник княжого роду Барятинських (Борятинських) — нащадки Черніговського князя Михайла Всеволодича.[29] (пом. 1750)
  - народження Митрополита Тимофі́й — релігійного діяча, митрополита Київського та Галицького (1748—1757). (пом. 1767).
- 200 років з часу (1723 рік):
  - 31 жовтня — народження Йова (Базилевича)  — ректора Переяславського і Харківського колегіумів, єпископа Переяславського та Бориспільського безпатріаршої РПЦ. (пом. 1776).
  - народження Василя Григоровича Туманського  — Генерального писаря в 1762—1781 роках, бунчукового товариша, дійсного статського радника. (пом.. 1809).
- 150 років з часу (1723 рік):
  - народження Василя Назаровича Каразіна — українського вченого, винахідника, громадського діяча. Засновника Харківського університету (1805), ініціатора створення одного з перших у Європі Міністерства народної освіти. (пом. 1842).
- 125 років з часу (1798 рік):
  - народження Хведора Вовка — українського кобзаря та кобзарського цехмайстера у 1848—1889 рр. (пом.. 1889).
- 100 років з часу (1823 рік):
  - 3 березня — народження Костянтина Ушинського — педагога, реформатора шкільної освіти (пом. 1870).
  - 9 квітня — народження Івана Посяди — українського громадського діяча, педагога, члена Кирило-Мефодіївського Братства. (пом. 1894).
  - 22 квітня — народження Василя Ільницького — українського історика, культурного діяча, педагога, письменника, театрального критика, священика УГКЦ. (пом. 1895).
  - 3 серпня — народження Каллиника Мітюкова — професора римського права, ректора Київського університету. (пом. 1885)
  - 9 серпня — народження Олександра Навроцького — українського громадсько-політичного і культурного діяча, поета і перекладача, члена Кирило-Мефодіївського братства. (пом. 1892).
  - 18 жовтня — народження Платона Павлова — історика, освітнього та громадського діяча. (пом. 1895).
  - 29 листопада — народження Матвія Номиса (справжнє прізвище — Симонов) — українського етнографа, фольклориста, письменника і педагога. (пом. 1901).
  - 4 грудня — народження Івана Гушалевича — українського поета, письменника і драматурга, політичного діяча, журналіста, видавця, теолога. (пом. 1903).
  - народження Ізраїля Бродського — київського підприємця, засновника «цукрової імперії», мецената. (пом. 1888).
- 75 років з часу (1848 рік):
  - 11 січня — народження Василя Нагірного — українського галицького архітектора та громадського діяча кінця XIX — початку XX століть. Засновника товариств «Славія», «Народна торгівля», «Сокіл», «Зоря», «Дністер», «Народна Гостиниця», «Товариство для розвою руської штуки». (пом. 1921).
  - 7 вересня — народження Лазара Бродського — українського підприємця єврейського походження, цукрового магнату, меценату і філантропа. (пом. 1904).
  - 25 грудня — народження Ореста Левицького — український історик, етнограф, письменник. Член Історичного товариства імені Нестора-Літописця, Київського товариства старожитностей і мистецтв, академік УАН. (пом. 1922).
- 50 років з часу (1873 рік):

- - 12 січня — народження Василя Кричевського — українського художника, архітектора, графіка, автора державного герба УНР, прийнятого Центральною Радою. (пом. 1952).
  - 4 лютого — народження Тимофія Сафонова — українського художника, мистецтвознавця, педагога, громадського діяча. (пом. 1930).
  - 21 березня — народження Якова Гандзюка — військового діяча, генерал-майора. (пом. 1918).
  - 31 березня — народження Миколи Міхновського — українського політичного та громадського діяча, правника, публіциста («Самостійна Україна»), учасника боротьби за незалежність України у XX столітті. (пом. 1924).
  - 6 квітня — народження Бориса Підгорецького — українського музичного критика, фольклориста, композитора, педагога, хорового диригента. (пом. 1919).
  - 7 травня — народження Володимира Плотникова — дослідника електрохімії неводних середовищ, академіка. (пом. 1947).

- - 15 травня — народження Павла Скоропадського — українського громадського, державного діяча, Гетьман Української Держави (29 квітня — 14 грудня 1918). (пом. 1945).
  - 18 травня — народження Костянтина Мацієвича — українського державного, громадського та політичного діяча, вченого, дипломата. (пом. 1942).
  - 18 травня — народження Миколи Прахова — українського художника, мистецтвознавця. (пом. 1957).
  - 29 травня — народження Костянтина Зіньківського — українського поета, перекладача, педагога. (пом. 1959).
  - 1 липня — народження Володимира Шемета — українського громадського та політичного діяча. (пом. 1933).
  - 24 липня — народження Івана Стешенка — українського громадського та політичного діяча, педагога, літературознавця, письменника. (пом. 1918).
  - 13 серпня — народження Християна Раковського — російського і українського радянського політика, голови РНК УСРР (1919—1923 рр.). (пом. 1941).
  - 14 серпня — народження Івана Боберського — українського педагога, публіциста, одного із засновників спортивно-гімнастичного руху у Західній Україні. (пом. 1947).
  - 24 серпня — народження Фотія Красицького — українського художника, графіка. (пом. 1944).
  - 13 вересня — народження Дениса Лукіяновича — українського письменника, літературознавця. (пом. 1965).
  - 3 грудня — народження Омеляна Терлецького — українського історика, педагога, громадського діяча. (пом. 1958).
  - 4 грудня — народження Михайла Могилянського — українського літературного критика, публіциста. (пом. 1942).
  - 19 грудня — народження Микола Філянський — українського поета, репресованого. (пом. 1938).
  - народження Євгена Черняхівського — українського лікаря, хірурга, педагога. (пом. 1938).
  - народження Сеїтджеліля Хаттатова — кримськотатарського політичного діяча, педагога, просвітителя, одного з організаторів першого Курултаю кримськотатарського народу. (пом. 1938).
- 25 років з часу (1898 рік):
  - 6 січня — народження Володимира Сосюри — українського поета. (пом. 1965).
  - 10 квітня — народження Мстислава (Степана Івановича Скрипника) — патріарха (з 1990 р.) Київського (УАПЦ). (пом. 1993).
  - 8 вересня — народження Наталії Ужвій — української театральної та кіноактриси (Калиновий гай, Украдене щастя, Тарас Шевченко, Райдуга). (пом. 1986).
  - 7 листопада — народження Дмитра Капка — українського актора (ЧП, Тихий Дон, Вій). (пом. 1977).

#### Смерті

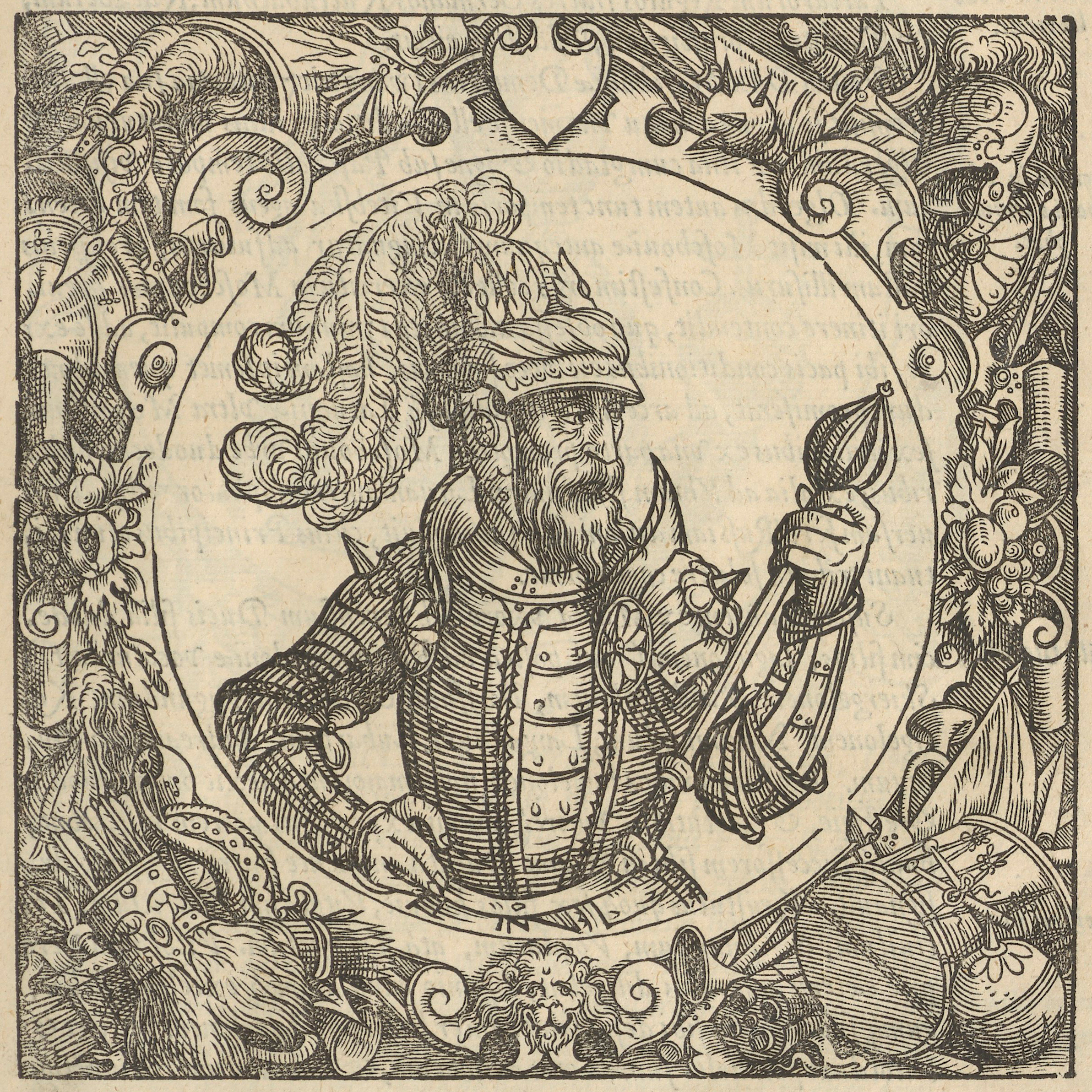
уявний портрет Ольгерда Гедиміновича 1578 року

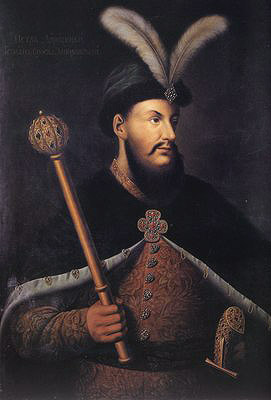
Гетьман Війська Запорозького (1665—1676) Петро Дорошенко

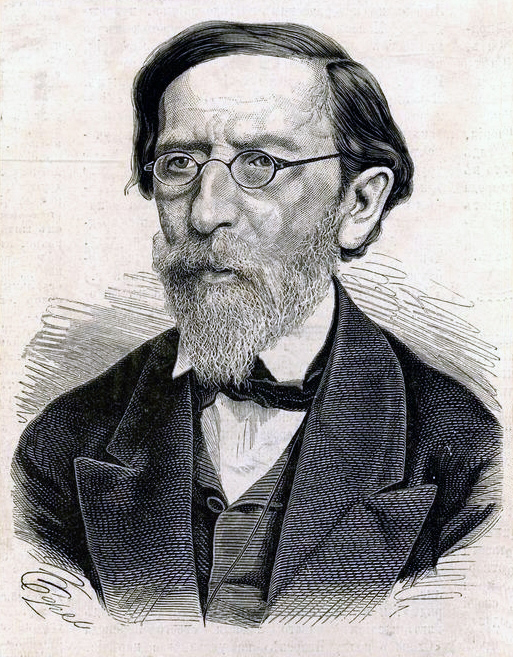
український вчений-енциклопедист, історик Михайло Максимович

- 850 років з часу (1073 рік):

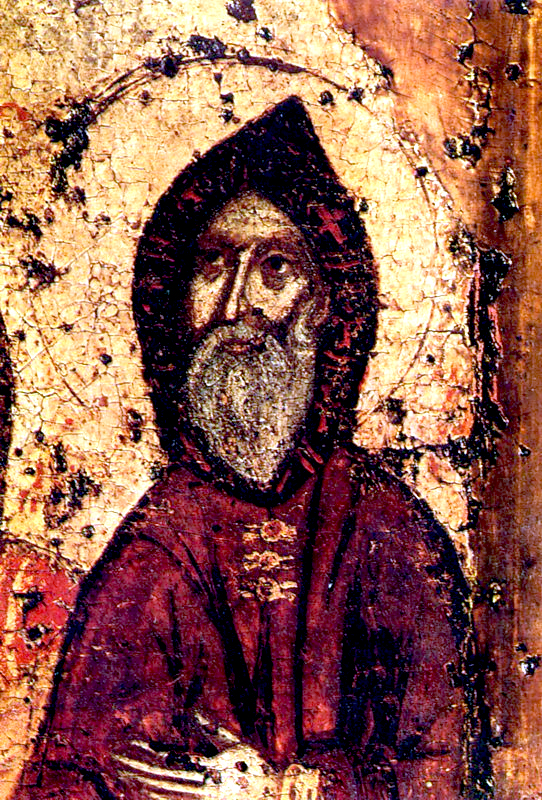
Фрагмент Свенської ікони Божої Матері

- - смерті Антонія Печерського, церковного діяча Русі-України, одного із засновників Києво-Печерського монастиря і будівничог Свято-Успенського собору (нар 983)[8][30];
- 825 років з часу (1098 рік):
  - смерті Єфре́ма II Переясла́вського — церковного діяча, святого XI–XII століть, митрополита Київського.
- 725 років з часу (1198 рік):
  - смерті Ники́фора ІІ — митрополита Київського та всієї України (1182—1198)[31]
- 700 років з часу (1223 рік):
  - 2 червня — смерті Мстисла́ва Рома́новича (Мстисла́ва Старого) — Великого князя Київського (1212—1223) (нар. 1156).
- 575 років з часу (1323 рік):
  - смерті Андрі́я Ю́рійовича та Лева II Ю́рійовича[32]) — галицьких князів із династії Романовичів, співправителів Королівства Русі та Галицько-Волинського князівства[33].
- 550 років з часу (1373 рік):

- - 24 травня — смерті Ольгерда Гедиміновича, великого князя литовського, який за понад 40 років свого правління створив найбільшу державу Європи, що простягалась від Балтійського до Чорного моря (нар. бл. 1296)[34].
- 400 років з часу (1523 рік):
  - смерті Мехме́да I Ґера́я (крим. I Mehmed Geray, ۱محمد گراى‎) — кримського хана у 1515—1523 рр. з династії Ґераї. (нар. 1465).
- 375 років з часу (1548 рік):
  - 1 квітня смерті — Сигізмунда I, короля польського і великого князя Литовського (з 1506 р.) з династії Ягеллонів. (нар. 1 січня 1467).
  - смерті Єжи Крупського — українського[35] шляхтича Королівства Польського, дипломата, воєначальника, каштеляна м. Белз (1509 р.) та м. Львова у 1515 р., белзький воєвода в 1533 р. (нар. 1472).
- 350 років з часу (1573 рік):
  - 26 лютого — смерті Григорія Самборчика (або Григорія з Самбора) — українського (руського) вченого, поета епохи Відродження, гуманіста (нар. 1523).
- 300 років з часу (1623 рік):
  - травень — смерті Богдана Конша[36]) — гетьмана Війська Запорозького.
- 275 років з часу (1648 рік):
  - 16 травня — смерті Мики́ти Ґалаґа́на — українського національного героя, який загинув у ході Корсунської битви.
  - смерті Фе́дора Скоропа́дського — українського військового діяча 17 століття, який загинув в битві на Жовтих Водах.
- 250 років з часу (1673 рік):
  - смерті Степана Орлика — литовсько-білоруського шляхтича польсько-чеського походження, батька українського гетьмана Пилипа Орлика. (нар. 1622).
- 225 років з часу (1698 рік):

- - 19 листопада — смерті Петра Дорофійовича Дорошенка — українського військового, політичного і державного діяча; Гетьмана Війська Запорозького, голови козацької держави на Правобережній Україні (1665—1676 рр.). (нар. 14 травня 1627 р.).
- 200 років з часу (1723 рік):
  - 23 листопада — смерті Івана Григоровича Донець-Захаржевського — українського козацького військового діяча, наказного полковника Харківського слобідського козацького полку.
  - Афанасія Олексійовича Заруцького — українського письменника-панегіриста.
- 175 років з часу (1748 рік):
  - 18 травня — смерті Селіма II Ґерая — кримського хана з династії Ґераїв (1743—1748). (нар.. 1708).
- 125 років з часу (1798 рік):
  - смерті Ієроніма (Блонського) — церковного діяча, архімандрита Київського Михайлівського Золотоверхого монастиря, ректор Києво-Могилянської академії (1791—1795). (нар.. 1735).
- 100 років з часу (1823 рік):
  - 1 квітня — смерті Модеста Гриневецького — церковного діяча (УГКЦ), богослова та історика, джерелознавеця, професора і ректора Львівського університету. (нар.. 1758).
  - 29 квітня — смерті Івана (Іринея) Фальковського (Фальківського) — українського науковця (історика, математика, географа, астронома), письменника, ректора Києво-Могилянської академії, єпископа Чигиринського, Смоленського і Дорогобузького. (нар. 1762).
  - 1 вересня — смерті Катерини Бойко (Шевченко) — матері Тараса Григоровича Шевченка. (нар. 1783).
  - 9 листопада — смерті Василя Капніста — українського поета, драматурга і громадсько-політичного діяча. (нар. 1758).
  - смерті Халіма Ґерая — принца з династії Ґераїв, кримськотатарського хроніста, історика та поета (нар. 1772).
- 75 років з часу (1848 рік):
  - 18 січня — смерті Максима Берлинського — українського педагога, історика, археолога, архівіста, релігійного діяча. (нар. 1764).
  - 3 (15) грудня 1848 — смерті Євгена Гребінки — українського письменника, педагога, видавця, громадського діяча. (нар. 1812).
- 50 років з часу (1873 рік):
  - 17 квітня — смерті Семена Гулака-Артемовського (справжнє прізвище — Артемовський) — українського композитора, співака, драматичного артиста, драматурга, племінника письменника Петра Гулака-Артемовського, автор першої української опери («Запорожець за Дунаєм»), пісень, водевілів. (нар. 1813 р.).
  - 3 травня — смерті Степана Руданського — українського поета, автора сатиричних віршів («Співрозмовки»), балад, ліричних творів (Повій, вітре, на Вкраїну), поем («Цар-Соловей», «Лірникові думки»). (нар. 1834 р.).

- - 22 листопада — смерті Михайла Максимовича — українського вченого-енциклопедиста, історика, філолога, етнографа, першого ректора Київського університету ім. Т. Г. Шевченка. (нар. 1804 р.).
  - смерті Федора Бодянського — українського філолога-славіста, історика, фольклориста, перекладача, видавця, письменника. (нар. 1812 р.).
- 25 років з часу (1898 рік):
  - 27 травня (8 червня) 1898 — смерті Я́кова Що́голева — українського поета, представника українського романтизму. (нар. 1824).
  - 25 червня (7 липня) 1898 — смерті Мико́ли Яроше́нка — українського маляра-жанриста, передвижника. (нар. 1846).
  - 18 листопада — смерті Ярослава (Павла) Нємеца — вченого, помолога, громадського діяча. (нар. 1842).